# Sadio Doumbia
Sadio Doumbia (født 12. september 1990 i Toulouse, Frankrig) er en professionel tennisspiller fra Frankrig.